# Jeffrey Donovan
Jeffrey T. Donovan (Amesbury, Massachusetts, 1968. május 11. –) amerikai televíziós és filmszínész, producer és rendező.
2007–2013 között a Minden lében négy kanál sorozat főszerepét alakította. A 2020-as évek elején az Esküdt ellenségek főszereplője volt.

## Fiatalkora
Édesanyja, Nancy Matthews Jeffrey kisgyermekkorában elvált férjétől, így a fiú gyermekkorát édesapja nélkül, az édesanyjával és fiútestvéreivel töltötte. Így emlékezik vissza gyerekkorára: 
Nagyon szegény családban nőttem fel. Segélyen éltünk  – egy egyedüli anya, három fiú gyerekkel. Semmink sem volt. Karácsonykor édesanyám újra becsomagolta az ajándékokat, amiket előző karácsonykor kaptunk. Gyerekkoromban tízszer költöztünk.  Ha hazaértél a suliból és nem működött a világítás, rögtön gondolhattad: Költöztünk! A villanyszámlát nem tudtuk kifizetni a segélyből. Nagyon takarékosnak kellett lennünk.
Egyik bátyja 1987-ben autóbalesetben meghalt, így ez az időszak nagyon nehéz volt a család számára.
Tanulmányait a massachusetts-i Bridgewater State College-on kezdte, már itt kedvelt szórakozása volt, hogy osztálytársait szórakoztassa színészi tehetségével.
A középiskola után elvégezte a massachusetts-i egyetemet, majd a New York-i Egyetemen MFA (Master of Fine Arts) végzettséget szerzett. Mentora Patty Hoyt volt, aki ösztöndíjhoz segítette és egyengetje útját a színészkedés felé.

## Pályafutása
Első bemutatkozása 1995-ben a Throwing Down című krimiben volt. Ezek után játszott még kisebb szerepeket, de mivel a várt áttörés a mozi világában nem érkezett meg számára, figyelme a televízió és a színház felé fordult.
Számos televíziós sorozatban szerepelt, melyek közül többet hazánkban is bemutattak: A Kaméleon, Ördögi nyomozó, Monk – A flúgos nyomozó, Esküdt ellenségek, Bostoni halottkémek és Millenium. Viszonylagos ismertséget a mozifilmek világában végül a 2005-ben bemutatott A randiguru című vígjáték hozta meg számára.
2007-ben jött számára a nagy áttörés a Minden lében négy kanál című sorozatban, ahol 2013-ig a főszerepet játszotta.

## Magánélete
A Burn Notice-t Floridában forgatják, így Donovan is ott vett házat magának, ahol jelenleg él. Hobbija a kertészet, a golf és a karate, amiben fekete övet is szerzett. Hat éve tanul aikido-zni és több éve a brazil jiu-jitsu szerelmese.

### Jótékonykodás
2009-ben volt középiskoláját támogatta egy 100 ezer dolláros művészeti ösztöndíjjal. Támogatja az Life Rolls On (LRO) alapítványt, amely gerincsérült embereknek nyújt segítséget. 2010-ben pedig az immár 22. alkalommal, április 17-én megrendezett AIDS Walk Miami vezetője volt – ez egy adománygyűjtő akció, ahol az összegyűlt összeget AIDS-fertőzöttek részére ajánlják fel.

## Filmográfia

### Film
| Év   | Magyar cím                                      | Eredeti cím                                | Szerep                                      | Magyar hang         |
| ---- | ----------------------------------------------- | ------------------------------------------ | ------------------------------------------- | ------------------- |
| 1995 |                                                 | Throwing Down                              | Pete Gulley                                 |                     |
| 1996 | Pokoli lecke                                    | Sleepers                                   | Henry Addison                               | Rosta Sándor        |
| 1996 |                                                 | Critical Choices                           | Randy                                       |                     |
| 1997 | Vegasi vakáció                                  | Vegas Vacation                             | Hotel alkalmazott (stáblistán nem szerepel) |                     |
| 1997 | Amikor leszáll az éj                            | Catherine's Grove                          | Thomas Mason                                | Fekete Zoltán       |
| 1998 | A maffia tanúja                                 | Witness to the Mob                         | ügynök                                      |                     |
| 1998 | Harctéri harsonák                               | When Trumpets Fade                         | Bobby Miller közlegény                      | Seder Gábor         |
| 2000 | Csali                                           | Bait                                       | Julio                                       | Gyurity István      |
| 2000 | Blair Witch – Ideglelés 2.                      | Book of Shadows: Blair Witch 2             | Jeffrey Patterson                           | Kálloy Molnár Péter |
| 2002 | Életcél                                         | Purpose                                    | Robert Jennings                             |                     |
| 2003 | Marakodó mozisok                                | Final Draft                                | Pascal                                      |                     |
| 2004 | Sam és Joe                                      | Sam & Joe                                  | Eric                                        |                     |
| 2005 | A randiguru                                     | Hitch                                      | Vance Munson                                | Breyer Zoltán       |
| 2006 |                                                 | Come Early Morning                         | Cal Percell                                 |                     |
| 2006 |                                                 | Believe in Me                              | Clay Driscoll                               |                     |
| 2008 | Hátsó szándék                                   | Hindsight                                  | Paul                                        | Lux Ádám            |
| 2008 | Elcserélt életek                                | Changeling                                 | J. J. Jones kapitány                        | Görög László        |
| 2011 | J. Edgar – Az FBI embere                        | J. Edgar                                   | Robert F. Kennedy                           | Gáspár András       |
| 2015 | Sicario – A bérgyilkos                          | Sicario                                    | Steve Forsing                               | Kardos Róbert       |
| 2015 | A kihalás szélén                                | Extinction                                 | Jack                                        | Varga Gábor         |
| 2016 | LBJ – Az elnök                                  | LBJ                                        | John F. Kennedy                             | Horváth Gergely     |
| 2017 | A góré                                          | Shot Caller                                | Bottles                                     | Kardos Róbert       |
| 2018 | Sicario 2. – A zsoldos                          | Sicario: Day of the Soldado                | Steve Forsing                               | Kardos Róbert       |
| 2019 | Átkozottul veszett, sokkolóan gonosz és hitvány | Extremely Wicked, Shockingly Evil and Vile | John O'Connell                              | Varga Gábor         |
| 2019 | Gazfickók                                       | Villains                                   | George                                      | Fekete Ernő         |
| 2019 | Lucy az égben                                   | Lucy in the Sky                            | Jim Hunt                                    |                     |
| 2019 | Wonder Woman: Vérvonal                          | Wonder Woman: Bloodlines                   | Steve Trevor (hangja)                       |                     |
| 2020 | Becsületes tolvaj                               | Honest Thief                               | Sean Meyers ügynök                          | Görög László        |
| 2020 | A vér földje                                    | Let Him Go                                 | Bill Weboy                                  | Stohl András        |
| 2021 | Egy igazán dühös ember                          | Wrath of Man                               | Jackson                                     | Kardos Róbert       |
| 2021 |                                                 | National Champions                         | Mark Titus                                  |                     |
| 2022 |                                                 | 892                                        | Riddick őrnagy                              |                     |
| 2022 |                                                 | R.I.P.D. 2: Rise of the Damned             | Roy Pulsipher seriff                        |                     |
| TBA  |                                                 | First Love                                 |                                             |                     |
| TBA  |                                                 | Surrounded                                 | Wheeler                                     |                     |

### Televízió
| Év        | Magyar cím                               | Eredeti cím                       | Szerep                       | Megjegyzés                          |
| --------- | ---------------------------------------- | --------------------------------- | ---------------------------- | ----------------------------------- |
| 1995      | Gyilkos uták                             | Homicide: Life on the Street      | Miles és Newton Dell         | 1 epizód                            |
| 1995–2007 | Esküdt ellenségek                        | Law & Order                       | Edward Nicodos / Jacob Reese | 2 epizód                            |
| 1997      | Millennium                               | Millennium                        | Bobby Webber                 | 1 epizód                            |
| 1997      |                                          | Another World                     | Dwayne 'Popper' Collins      | 1 epizód                            |
| 1997–1998 | A Kaméleon                               | The Pretender                     | Kyle                         | 3 epizód                            |
| 1999      | Kerge város                              | Spin City                         | Tom                          | 2 epizód                            |
| 2000      |                                          | The Beat                          | Brad Ulrich                  | visszatérő szerep                   |
| 2002      | Boszorkánykard                           | Witchblade                        | Daniel Germaine              | 1 epizód                            |
| 2004      | Ördögi nyomozó                           | Touching Evil                     | Dave Creegan felügyelő       | főszerep                            |
| 2005      | CSI: Miami helyszínelők                  | CSI: Miami                        | Todd Kendrick                | 2 epizód                            |
| 2006      | A küszöb                                 | Threshold                         | Dr. Julian Sloan             | 1 epizód                            |
| 2006      | Monk – A flúgos nyomozó                  | Monk                              | Steve Wagner                 | 1 epizód                            |
| 2007      | Bostoni halottkémek                      | Crossing Jordan                   | William Ivers                | 5 epizód                            |
| 2007–2013 | Minden lében négy kanál                  | Burn Notice                       | Michael Westen               | főszerep rendező (3 epizód)         |
| 2011      |                                          | Burn Notice: The Fall of Sam Axe  | Michael Westen (cameo)       | tévéfilm rendező és vezető producer |
| 2015      | Fargo                                    | Fargo                             | Dodd Gerhardt                | visszatérő szerep (10 epizód)       |
| 2016–2017 | A jóslás urai                            | Shut Eye                          | Charlie Haverford            | főszerep                            |
| 2021      | Legyőzhetetlen                           | Invincible                        | Machine Head (hangja)        | 1 epizód                            |
| 2022–2023 | Esküdt ellenségek                        | Law & Order                       | Frank Cosgrove nyomozó       | főszerep                            |
| 2022      | Esküdt ellenségek: Különleges ügyosztály | Law & Order: Special Victims Unit | Frank Cosgrove nyomozó       | 1 epizód                            |
| 2022      |                                          | Law & Order: Organized Crime      | Frank Cosgrove nyomozó       | 1 epizód                            |

## Fordítás
- Ez a szócikk részben vagy egészben  a   Jeffrey Donovan című angol Wikipédia-szócikk fordításán alapul.  Az eredeti cikk szerkesztőit annak laptörténete sorolja fel. Ez a jelzés csupán a megfogalmazás eredetét és a szerzői jogokat jelzi, nem szolgál a cikkben szereplő információk forrásmegjelöléseként.